# Lac Orel
Le lac Orel (en russe : Орель) est un lac d’eau douce du kraï de Khabarovsk, en Russie. 

## Géographie
Il s’étend sur 314 km2 et a une profondeur maximale de 3,8 m. Il est situé près de la rive gauche du fleuve Amour, dans lequel se jette son émissaire.